# Provincia del Cauca
La provincia del Cauca fue una división administrativa y territorial de la República de la Nueva Granada, creada por medio de la ley del 18 de mayo de 1835 con los cantones más septentrionales pertenecientes a la provincia de Popayán. La provincia existió hasta el 15 de junio de 1857, cuando se convirtió en una de las provincias constituyentes del Estado Soberano del Cauca.

## Historia

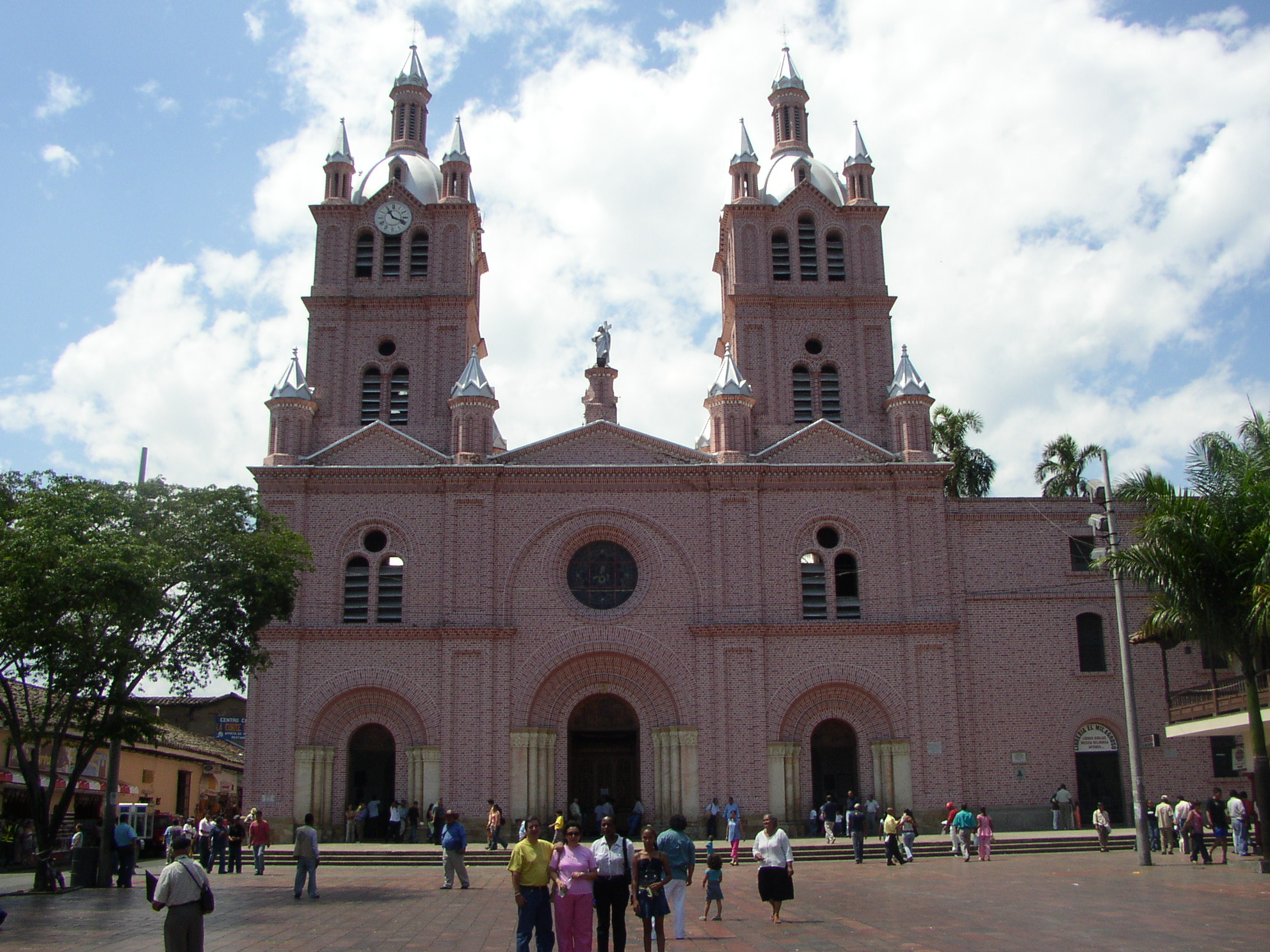
Basílica del Señor de los Milagros en Buga.

Los primeros asentamientos precolombinos en el territorio se localizaron en el valle del río Cauca, en las laderas montañosas de las cordilleras Occidental y Central y en los alrededores de lo que hoy es Buenaventura. Las tribus indígenas más importantes en dicha época eran los gorrones, jamundíes y lilis, así como los quimbayas.
El periodo de la conquista se caracterizó por la dominación y el aniquilamiento de la población aborigen; uno de los precursores de aquella campaña fue Sebastián de Belalcázar, quien en 1536 se apropió de sus tierras y comenzó el proceso de colonización, con la fundación y desarrollo de localidades tales como Cali (1536), Jamundí (1536), Buenaventura (1539), Cartago (1540), Toro (1546) y Buga (1555). Durante la colonia el territorio perteneció inicialmente a las gobernaciones y provincias de Quito, Panamá y Popayán, si bien desde el siglo XVIII formó parte solo de la provincia de Popayán.
Después de la independencia, en 1821, pasó a integrar el departamento grancolombiano del Cauca hasta 1831. En 1835 se erigió el valle central del río Cauca como una nueva provincia. Más tarde en 1857, las provincias de Buenaventura, Popayán, Cauca, Barbacoas, Chocó y Pasto y el territorio del Caquetá, constituyeron el Estado Soberano del Cauca, convertido en departamento por la reforma constitucional en 1886.

## Geografía

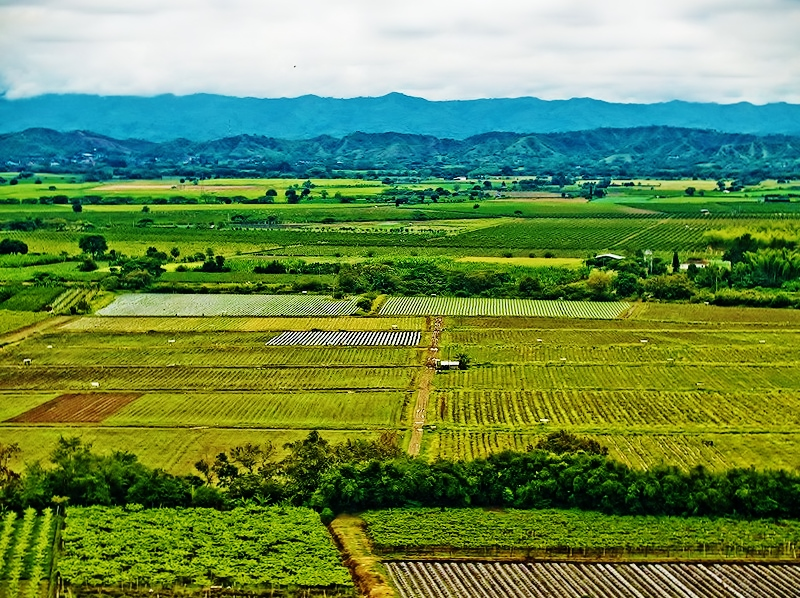
Panorámica del valle del río Cauca.

### Límites
Al momento de su erección, el Cauca confinaba con las siguientes provincias (siguiendo el sentido de las agujas del reloj): Chocó, Antioquia, Mariquita, Popayán, y Buenaventura. Los límites entre provincias no estaban del todo claros, pero Agustín Codazzi durante las expediciones que se llevaron a cabo durante la Comisión Corográfica (1850-1859) realizó una minuciosa descripción de los linderos, así como de la geografía, de la mayoría de las provincias que conformaban la República de la Nueva Granada.
A grandes rasgos, los límites que correspondían a la Provincia del Cauca en 1855 comenzaban en el cerro de Caramanta siguiendo la cumbre de la Cordillera Occidental hasta el paso San Miguel en el río Chimbría; seguía por la cordillera de Chamí hasta el cerro Tatamá y de este por la cresta que divide las aguas del río San Juan del Cauca hasta la cabecera de la quebrada La Cueva. De allí por su curso aguas abajo hasta el río Garrapatas y por este hasta el camino que conduce de Sipí a Roldanillo.
Después el río Garrapatas siguiéndolo aguas arriba hasta la cumbre de la Cordillera Occidental, llegando al páramo Mediación. Luego pasaba por la ciénaga del Gorrón hasta alcanzar la boca de la quebrada Hato de Lemos en el río Cauca, siguiendo este último hasta la desembocadura del río Desbaratado, el cual subía hasta su cabecera en la Cordillera Central. Pasando por las cumbres de esta y encontrando los páramos de Isabelilla, Fraile, Iraca, Chiche, Miraflores y Cumbara, e igualmente los nevados del Ruiz, Santa Isabel y del Quindío hasta la cabecera del río Chinchiná.
Siguiendo el Chinchiná aguas abajo hasta su desembocadura en el río Cauca, se seguía por el curso de este hasta llegar a la quebrada Arquía hasta su origen en el cerro Santa Isabel, y por las cumbres de los Farallones del Citará hasta el cerro de Caramanta.

### Aspecto físico
La provincia del Cauca comprendía lo que actualmente es la parte oriental del departamento colombiano del Valle del Cauca, así como los de Risaralda y Quindío. La característica predominante era el valle y más norte el cañón del río Cauca. Las cumbres de las cordilleras definían en gran parte los límites oriental y occidental de la provincia. Las selvas cubrían buena parte de la región.
Dentro de los ríos, el Cauca, que la recorría de sur a norte, era sin duda fundamental para la comunicación y el comercio con otras regiones del país.

### División territorial
La provincia durante su existencia estuvo dividida en los cantones de Buga, Anserma, Cartago, Palmira, Supía, Toro y Tuluá. Todos ellos estaban divididos en distritos parroquiales y aldeas, de la siguiente manera:
- Cantón de Buga: Buga, Cerrito, Guacarí y San Pedro.
- Cantón de Cartago: Cartago, Ansermanuevo, Ansermaviejo, Naranjo, Zaragoza y Zarzal.
- Cantón de Palmira: Palmira, Candelaria y Florida.
- Cantón de Supía: Supía, La Montaña, Quiebralomo y San Juan.
- Cantón de Toro: Toro y Hato de Lemos.
- Cantón de Tuluá: Tuluá, Bugalagrande y Riofrío.

## Demografía
En 1835, la provincia contaba con 50.420 habitantes y en 1843 con 60.860. Según el censo de 1851, la provincia contaba con 70.748 habitantes, de los cuales 34.164 eran hombres y 36.584 eran mujeres.